# جارة الوادي
جارة الوادي قرية صغيرة تتبع ناحية القدموس في منطقة بانياس التابعة لمحافظة طرطوس.